# 林雲根
林雲根（1882年—1949年12月），字澤伯，四川省資中縣文江鄉人，農家出身，體型矮胖，人稱“林羅漢”，保定陸軍軍官學堂畢業，川軍將領，曾任立法院立法委員。

## 經歷[1][2][3]
- 四川陸軍小學堂、武昌陸軍第三預備學校畢業。
- 保定陸軍軍官學校第二期步兵科畢業。
- 民國五年（1916年）5月，保定軍校畢業，分發四川陸軍服務。作戰曉勇，參與大小軍閥戰役八十余次。
- 四川靖國聯軍第三師(師長石青陽、尚傳義)第五旅(旅長劉斌，又名謄藩)步兵團排長、連長，
- 靖川軍(總司令劉存厚)第十師(師長劉斌)學兵團營長、團長，
- 民國十三年（1924年）底，任暫編四川陸軍第十師(師長劉斌)步兵第三十七團團長
- 後劉斌部空缺兩個旅長位．劉藉口林雲根系同鄉,表示用人不私，林升任無望．憤而將三十七團拉走。投劉文輝部。
- 民國十四年（1925年）10月，任四川軍務督辦(劉文輝)公署陸軍第十師(師長夏首勳)步兵第二十團團長，暫編第六旅(旅長夏首勳兼)副旅長等職，率部先後參加四川境內歷次軍閥戰爭。
- 民國十八年（1929年）4月，任國民革命軍第二十四軍(軍長劉文輝)暫編第三師(師長夏首勳)第一旅旅長,步兵第一旅旅長,步兵第一師師長[4]
- 民國二十年（1931年）12月，任國民革命軍第二十四軍暫編第二師(師長向傳義)副師長等職，率部參加劉文輝與劉湘之間的瀘州之戰、成都爭奪戰、榮威大戰和毗河之戰諸役。
- 民國廿二年（1933年）8月17日，電劉湘，將所部交其處理。[5]
- 民國廿二年（1933年）9月，劉文輝部戰敗，後隨軍退守雅安地區，任陸軍第二十四軍(軍長劉文輝)第二師師長等職，率部參加對紅軍進行追剿作戰。
- 民國廿四年（1935年）初，軍事委員會參謀團(主任賀國光)入川整編軍隊，被免除師長職務。
- 民國廿五年（1936年）春，轉任第二十四軍(軍長劉文輝)司令部高級參謀，後兼軍官教導團教育長等職。
- 抗日戰爭爆發後，留川負責新兵補充訓練事宜。
- 林雲根辭去軍職．在成都購房從事經濟商貿活動。在成都南新街開辦“惠川錢莊”。以後發展為銀號、銀行，“惠川銀行”又在資中縣城西街設分行，辦理匯總、存貸款及旅蓉學生家長給子弟學雜、伙食費匯款業務。抗日戰爭時期。成為“資中旅蓉同鄉會”負責人。資中籍大中專畢業生尋找工作，無住處者經介紹均可在惠川銀行二、三樓空房內寄宿。
- 民國卅一年（1942年）6月，當選為資中縣第一屆臨時參議會議長。
- 民國卅二年（1943年）8月，擔任資中縣蔗糖合作社社長
- 民國卅四年（1945年）7月，擔任資中縣農會理事長
- 民國卅四年（1945年）10月，擔任資中縣第一屆參議會議長
- 民國卅五年（1946年）4月，擔任資中縣私立嶺南中學董事長兼校長
- 民國卅七年（1948年），當選四川省第三選區立法委員。
- 中華人民共和國成立後，在重慶寓居，1949年12月因病逝世。

## 出席立法院會期委員會
第一屆第一會期
- 財政及金融委員會
- 經濟及資源委員會
- 國防委員會